# Bengt Fagerlund
Bengt Fagerlund, född 11 oktober 1914 i Ekeberga församling, Kronobergs län, död där 21 januari 2001, var en svensk politiker (socialdemokrat). 
Fagerlund var ledamot av riksdagens andra kammare 1960-1970, invald i Kronobergs läns valkrets.